# Ramón Chao
Ramón Chao, teljes nevén Ramón Luís Chao Rego (Vilalba, Terra Chá, Galicia, 1935. július 21. − Barcelona, 2018. május 20.) galego származású spanyol zongorista, író, újságíró.

## Életútja, munkássága
Miután 1955-ben Madridban megnyert egy jelentős spanyol zongoraversenyt, zenei tanulmányainak folytatása végett Párizsba költözött. Végül mégis az újságírás és az irodalom mellett kötelezte el magát. 1960-ban csatlakozott a Radio France Internationale-hoz, ahol később a latin-amerikai osztály vezetőjévé nevezték ki.
Jelentősebb folyóiratok, amelyeknek munkatársa volt: Triunfo, Le Monde diplomatique, Le Monde és La Voz de Galicia.
Íróként első sikerét Georges Brassens életrajzával aratta (1973). Érdemes még kiemelni az Alejo Carpentierrel készített interjúkötetét vagy a Juan Carlos Onettiről írott esszékötetét.
Két fia van, a rádióriporter Antoine Chao és a közismert zenész Manu Chao. A két fiú együtt alapította a francia rocktörténet legendás együttesét, a Mano Negrát, amely egy kolumbiai turné folyamán bomlott fel. Ezen az úton elkísérte a csapatot Ramón Chao is, és ebből született meg A jég és a tűz vonata című könyv (Silenos, 2013, ISBN 9789638940742).

## Hazai könyvtárakban fellelhető kötetei
- Ramón Chao: Palabras en el tiempo de Alejo Carpentier. La Habana, Arte y Literatura, 1985. 251 p.
- Ramón Chao: Un posible Onetti : Onetti (spanyol). Barcelona, Ronsel, 1994. 327 p. ill., portré[3]

## Magyarul
- A jég és a tűz vonata. A Mano Negra Kolumbiában; ford. Fokasz Mária; Silenos, Bp., 2013

## Díjak, elismerések
- 2003-ban a spanyol kormány a külföldön végzett, Spanyolország jó hírét öregbítő munka elismeréséért járó díjjal (Orden del Mérito Civil) tüntette ki.

## Fordítás
- Ez a szócikk részben vagy egészben a Ramón Chao című angol Wikipédia-szócikk ezen változatának fordításán alapul.  Az eredeti cikk szerkesztőit annak laptörténete sorolja fel. Ez a jelzés csupán a megfogalmazás eredetét és a szerzői jogokat jelzi, nem szolgál a cikkben szereplő információk forrásmegjelöléseként.